# Johannes Argyropulos
Johannes Argyropulos (mittelgriechisch Ιωάννης Ἀργυρόπουλος, italienisch Giovanni Argiropulo; * um 1415 in Konstantinopel; † 26. Juni 1487 in Rom) war ein byzantinischer Humanist.

## Leben
Zwischen 1437 und 1439 kam Argyropulos mit Bessarion im byzantinisch-kaiserlichen Gefolge nach Italien und nahm am Konzil von Ferrara/Florenz teil. In den Jahren 1441–1444 studierte er an der Universität Padua Philosophie und wurde dort promoviert. Anschließend lehrte er zwischen 1448 und 1453 in Konstantinopel am Katholikon Museion. Nach der Belagerung von Konstantinopel (1453) durch die Türken reiste er einige Zeit durch Italien. Anno 1454 besucht er in Mistra die Schule Georgios Gemistos Plethons. Zwei Jahre darauf sandte ihn Thomas Palaiologos nach Italien, Frankreich und England, um dort auf das Schicksal der von den Türken gefangenen Griechen aufmerksam zu machen. Zwischen 1457–71 und 1477–81 lehrte er Philosophie am Studio in Florenz an der Seite Marsilio Ficinos. In den Jahren 1471–77 und 1481–87 war er auf Berufung von Papst Sixtus IV. Lehrer an der von Andreas Johannes Laskaris begründeten Griechischen Akademie in Rom.
Zu seinen Schülern gehörten Angelo Poliziano, Lorenzo il Magnifico, Bartolomeo Platina und Johannes Reuchlin. Er übersetzte auch Schriften, u. a. des Aristoteles, und verfasste eine Schrift über den Ausgang des Heiligen Geistes, was ihn als Anhänger der Kirchenunion kennzeichnet.

## Abbildungen in Handschriften

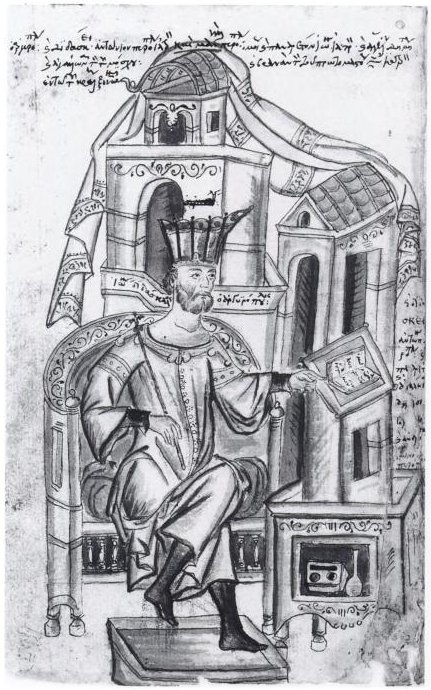
Johannes Argyropulos unterrichtet Medizin im Kloster in Petra bei Konstantinopel (1448)
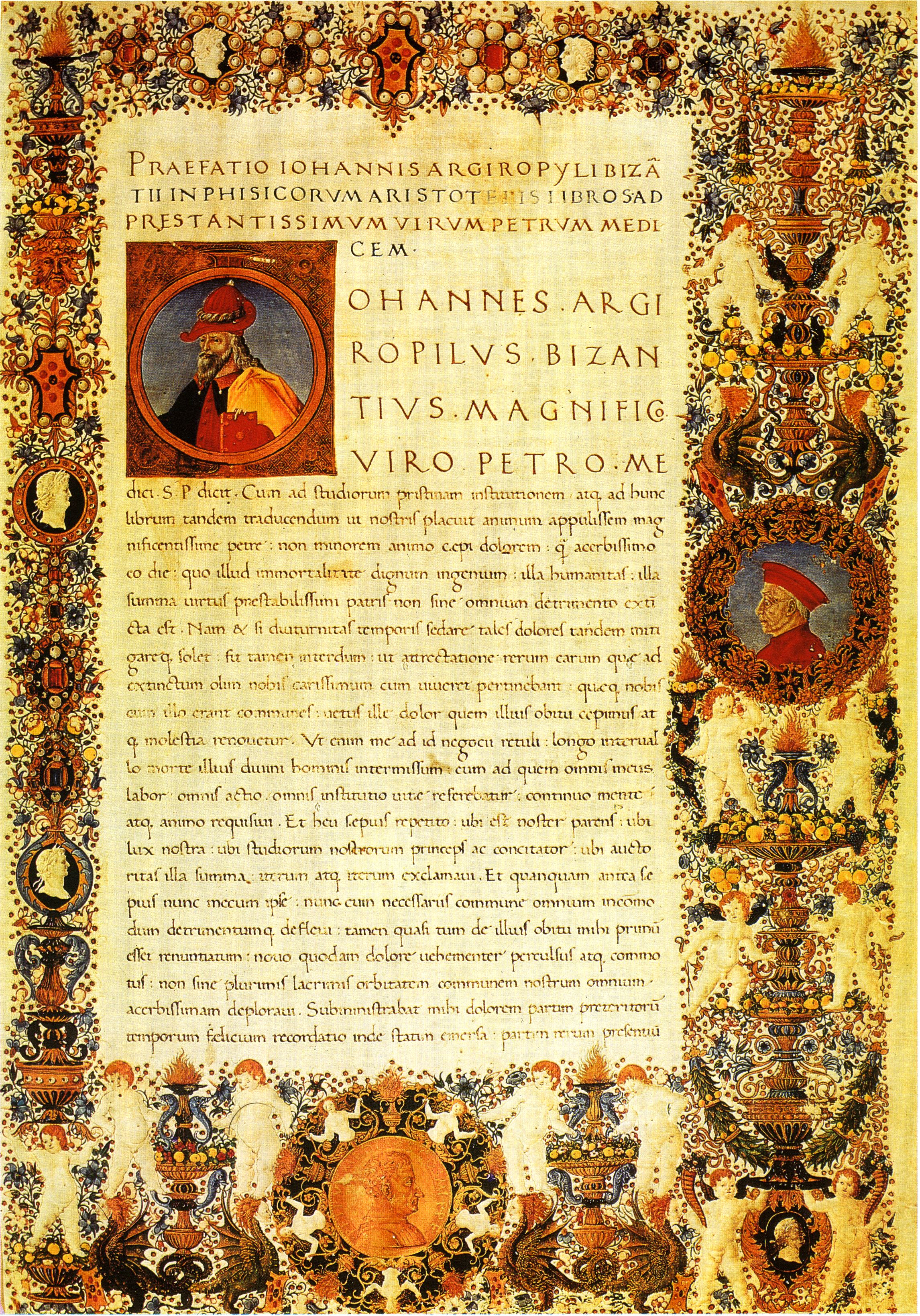
Das Vorwort des Johannes Argyropulos zu seiner lateinischen Übersetzung der Physik des Aristoteles in der Handschrift Florenz, Biblioteca Medicea Laurenziana, Plut. 84.1, fol. 2r (15. Jahrhundert)
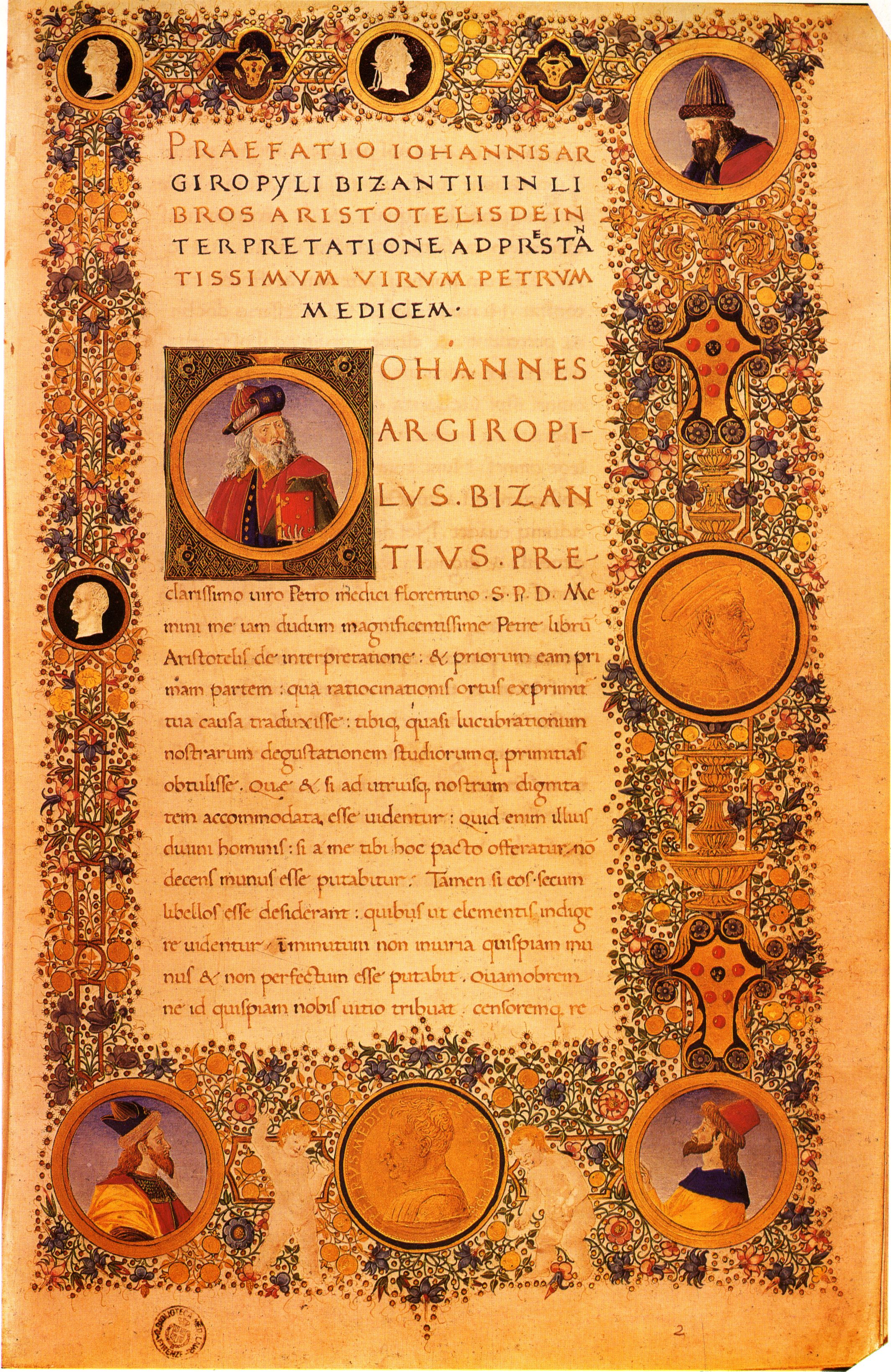
Das Vorwort des Johannes Argyropulos zu seiner lateinischen Übersetzung von Aristoteles’ Peri hermeneias im Widmungsexemplar für Piero di Cosimo de’ Medici. Florenz, Biblioteca Medicea Laurenziana, Plut. 71.7, fol. 2r (15. Jahrhundert)